# جييرمو فيلاس
غييرمو فيلاس أبوليناريو (بالإسبانية: Guillermo Vilas)‏ ولد في 17 أغسطس عام 1952 في بوينس آيرس، الأرجنتين، هو لاعب كرة مضرب معتزل. استطاع الفوز بأربعة ألقاب جراند سلام وهي لقبين في بطولة أستراليا المفتوحة في عامي 1978 و1979 ولقب في بطولة فرنسا المفتوحة في عام 1977 ولقب في بطولة أمريكا المفتوحة في عام 1977.
واستطاع الوصول إلى ربع نهائي بطولة ويمبلدون مرتين في عامي 1975 و1976، وحقق لقب بطولة كأس الاساتذة في عام 1974.

## سجله في نهائيات البطولات الكبرى

### نهائيات الجراند سلام

#### فردي: 8 (4 البطل, 4 الوصيف)
| النتيجة | السنة | البطولة                 | الأرضية | الخصم في النهائي | نتيجة المباراة        |
| الوصيف  | 1975  | بطولة فرنسا المفتوحة    | ترابية  | بيورن بورغ       | 6–2, 6–3, 6–4         |
| الوصيف  | 1977  | بطولة أستراليا المفتوحة | عشبية   | روسكو تانر       | 6–3, 6–3, 6–3         |
| البطل   | 1977  | بطولة فرنسا المفتوحة    | ترابية  | براين غوتفريد    | 6–0, 6–3, 6–0         |
| البطل   | 1977  | بطولة أمريكا المفتوحة   | ترابية  | جيمي كونورز      | 2–6, 6–3, 7–6(4), 6–0 |
| الوصيف  | 1978  | بطولة فرنسا المفتوحة    | ترابية  | بيورن بورغ       | 6–1, 6–1, 6–3         |
| البطل   | 1978  | بطولة أستراليا المفتوحة | عشبية   | جون ماركس        | 6–4, 6–4, 3–6, 6–3    |
| البطل   | 1979  | بطولة أستراليا المفتوحة | عشبية   | جون سادري        | 7–6(4), 6–3, 6–2      |
| الوصيف  | 1982  | بطولة فرنسا المفتوحة    | ترابية  | ماتس فيلاندر     | 1–6, 7–6(6), 6–0, 6–4 |

### كأس الاساتذة

#### فردي: 1 (1 البطل)
| النتيجة | السنة | البطولة | الأرضية | الخصم في النهائي | نتيجة المباراة          |
| البطل   | 1974  | ميلبورن | عشبية   | ايلي ناستاسي     | 7–6, 6–2, 3–6, 3–6, 6–4 |